# Körndlhof
Körndlhof ist ein Gemeindeteil der Gemeinde Deining im Landkreis Neumarkt in der Oberpfalz in Bayern.

## Geografie
Der Weiler liegt im Oberpfälzer Jura auf circa 520 m ü. NHN etwa sechs Kilometer westlich von Seubersdorf in der Oberpfalz und etwa acht Kilometer südlich des Gemeindesitzes. Er ist von Feldern umgeben; westlich und östlich breiten sich Waldgebiete aus.

## Geschichte
Der Historische Atlas von Bayern vermutet in der damaligen Einöde Körndlhof einen Neubau des 19. Jahrhunderts. Das noch bestehende historische Bauernhaus wird auf 1833 datiert. In den 1836 erschienenen Matrikeln des Bistums Eichstätt sowie in dem im gleichen Jahr erschienenen Repertorium des topographischen Atlasblattes Neumarkt ist der Körndlhof noch nicht genannt. Die früheste Nennung in der Literatur bezieht sich auf das Jahr 1838, als der Körndlhof von Waldkirchen nach Großalfalterbach umgepfarrt wurde.
Im Königreich Bayern wurde mit dem Gemeindeedikt von 1818 aus dem großen Steuerdistrikt Großalfalterbach unter anderem die wesentlich kleinere Ruralgemeinde Großalfalterbach geformt, die das Pfarrdorf Großalfalterbach und das Kirchdorf Pirkach umfasste und zu der später (nach 1830) der Körndlhof hinzukam. Zunächst im Landgericht Neumarkt, kam die Gemeinde 1827 an das Landgericht und Rentamt Beilngries im Rezatkreis. 1880 kam das Bezirksamt Beilngries von Mittelfranken zur Oberpfalz und damit auch die Gemeinde Großalfalterbach mit Körndlhof. Zum 1. Oktober 1926 wechselte die Gemeinde Großalfalterbach in das Bezirksamt Neumarkt in der Oberpfalz. Im Zuge der Gebietsreform in Bayern kam Körndlhof zu Deining, als die Gemeinde Großalfalterbach aufgelöst und zum 1. Mai 1978 in die Gemeinde Deining eingegliedert wurde.

### Einwohnerentwicklung
- 1861: 08 (4 Gebäude) (als Kindlhof)[10]
- 1871: 23 (7 Gebäude)[11]
- 1885: 18 (3 Wohngebäude)[12]
- 1900: 14 (2 Wohngebäude)[13]
- 1925: 12 (1 Wohngebäude)[9]
- 1937: 14[14]
- 1950: 31 (3 Wohngebäude)[15]
- 1961: 29 (3 Wohngebäude)[16]
- 1987: 14 (3 Wohngebäude, 4 Wohnungen)[17]

## Baudenkmäler
- Hofkapelle Hl. Familie: Die Kapelle ist ein traufständiger Satteldachbau mit Glockendachreiter und polygonalem Chor. Diese wurde 1902 vom Erbhofbauern gebaut und benediziert. Das Ordinariat des Bistums Eichstätt erteilte 1932 eine Messlizenz für zwei Gottesdienste im Jahr.[18][19]
- Bauernhaus: Zweigeschossiger Bau mit Walmdach von 1833 in Körndlhof 6.[3]

## Verkehrsanbindung
Körndlhof liegt beidseitig der Kreisstraße NM 22 zwischen Pirkach im Norden und Freihausen im Süden.